# Бунди
Бунди (англ. Bundi, хинди बूँदी) — город в северо-западной части Индии, в штате Раджастхан, административный центр округа Бунди.

## История
С середины XIV века и до 1948 года город являлся столицей одноимённого туземного княжества. В 1948 году княжество вошло в состав индийского штата Соединённые государства Раджастхана.

## География
Город находится на юго-востоке Раджастхана, в одном из ущелий южной части хребта Аравали, на высоте 267 метров над уровнем моря.
Бунди расположен на расстоянии приблизительно 155 километров к югу от Джайпура, административного центра штата и на расстоянии 370 километров к юго-юго-западу от Нью-Дели, столицы страны. Ближайший аэропорт расположен в городе Кота.

## Демография
По данным официальной переписи 2011 года, население составляло 104 457 человек, из которых мужчины составляли 51,8 %, женщины — соответственно 48,2 % . Уровень грамотности населения составлял 72,2 %.

Динамика численности населения города по годам:
| 1991   | 2001   | 2011    |
| ------ | ------ | ------- |
| 65 047 | 88 871 | 104 457 |